# Candy (película de 2006)
Candy es una película romántica y  dramática australiana de 2006, adaptada de la novela de Luke Davies titulada Candy: A Novel of Love and Addiction. Candy fue dirigida por Neil Armfield y protagonizada por Heath Ledger, Abbie Cornish y Geoffrey Rush.
Candy, producida por Margaret Fink, fue estrenada en Australia el 25 de mayo de 2006 y posteriormente alrededor del mundo. 

## Sinopsis
Un poeta llamado Dan (Heath Ledger) se enamora de una estudiante de arte llamada Candy (Abbie Cornish) quien comienza a llevar su estilo de vida bohemio y con un amor por la heroína. Enlazados el uno al otro por el amor mutuo y las drogas, su relación pasa por el olvido, la autodestrucción y la desesperación.
La película está organizada en tres actos de aproximadamente tres escenas cada una, tituladas Cielo, Tierra e Infierno. En cielo, los jóvenes amantes experimentan con entusiasmo su relación amorosa y las drogas. Le piden dinero para consumir a cualquier persona, incluso a los padres de Candy, venden cosas, roban y Candy incluso se prostituye con más de cincuenta hombres en su desesperación.
En Tierra se casan y confrontan la realidad de mantener su adicción y su vida familiar. Para conseguir dinero, Candy se convierte en una prostituta de tiempo completo; Dan no insiste y lo soporta, ya que él es quien compra las drogas. En una escena, Dan encuentra una tarjeta de crédito, consigue la clave de su dueño y roba dinero de la caja bancaria de la víctima. Candy queda embarazada por error, y tratan de "limpiarse" pero su bebé muere antes de nacer, un niño frágil y demasiado prematuro (de alrededor de veintitrés semanas), llamado Thomas. La pareja deja de consumir drogas tras un gran esfuerzo, sufriendo de los síntomas de abstinencia durante el proceso, pero finalmente se rinden y continúan usándola. Pese a su pobreza, su lucha por conseguir dinero y sus peleas frecuentes, continúan amándose.  
En Infierno experimentan la disolución de su relación y la recuperación de uno de los personajes. Los dos protagonistas deciden mudarse al campo para "probar la metadona". Los padres de Candy son invitados para el almuerzo dominical. Candy, en respuesta a la crítica de su madre por la preparación del almuerzo, se quiebra y pide a gritos que sus padres se vayan. Finalmente, Candy se involucra románticamente con uno de sus vecinos, quien también es drogadicto y vuelve a su antiguo estilo de vida. Candy comienza a tener un colapso mental, y se vuelve muy distante hacia Dan. Éste también vuelve a consumir heroína. Luego de pasar un tiempo en rehabilitación, Candy regresa con Dan, pero éste sabe que su relación es poco saludable para ella, y decide terminarla antes de arriesgarse a que su esposa vuelva a ser adicta.

## Elenco
- Abbie Cornish como Candy.
- Heath Ledger como Dan.
- Geoffrey Rush como Casper.
- Tom Budge como Schumann.
- Roberto Meza Mont como Jorge.
- Tony Martin como Jim Wyatt.
- Noni Hazlehurst como Elaine Wyatt.
- Tim McKenzie como Rod.
- Tara Morice como Katherine.
- Maddi Newling como Janey.
- Cristian Castillo como Angelo.
- Paul Blackwell como Phillip Dudley.
- Adrienne Pickering como Teller.
- Nathaniel Dean como Paul Hillman.

## Festivales
- 2006 - Alemania - Festival de Cine Internacional de Berlín
- 2006  - Hong Kong - Festival de Cine Internacional de Hong Kong
- 2006 - Canadá - Festival Internacional de Cine de Toronto
- 2006 - Reino Unido - Festival de Cine de Londres
- 2006 - Estados Unidos - Festival de Cine Internacional de Milwaukee
- 2007 - Singapur - Festival de Cine Internacional de Singapur

## Premios y nominaciones

### Premios
- Premios Australian Writers Guild de 2006: Película - Adaptación (Luke Davies y Neil Armfield).
- Premios Film Critics Circle of Australia de 2006: Mejor actriz (Abbie Cornish), Mejor actor de reparto (Geoffrey Rush).

### Nominaciones
- Festival Internacional de Cine de Berlín de 2005: Oso de Oro de Berlín
- Film Critics Circle of Australia de 2006: Mejor actor (Heath Ledger), Mejor actriz de reparto (Noni Hazlehurst), Mejor película, Mejor director, Mejor guion adaptado, Mejor banda sonora (Paul Charlier).
- Australian Film Institute Awards de 2006: Mejor película, Mejor actriz (Abbie Cornish), Mejor actor (Heath Ledger), Mejor actor de reparto (Geoffrey Rush), Mejor actriz de reparto (Noni Hazelhurst), Mejor guion adaptado, Mejor edición, Mejor producción.
- Inside Film Awards de 2006: Mejor actor (Heath Ledger), Mejor actriz (Abbie Cornish).